# 카피타니아
카피타니아(포르투갈어: Capitania)는 포르투갈이 브라질 식민지 시대에 시행한 개척과 식민 통치를 위한 제도 또는 행정단위이다.